# Arik Armstead
Arik Armstead (Sacramento, California, 15 de noviembre de 1993) es un jugador profesional estadounidense de fútbol americano que se desempeña en la posición de defensive end en Jacksonville Jaguars, equipo de la National Football League (NFL).

## Carrera
Fue seleccionado en la primera ronda en la Reunión Anual de Selección de Jugadores de la NFL de 2015. Hizo su debut profesional con el equipo San Francisco 49ers, donde lleva jugando nueve temporadas.